# Sven Cronholm
Sven Hjalmar Cronholm, född 15 augusti 1908 i Rödön i Jämtlands län, död 9 december 1986 i Uddevalla, var en svensk infanteriofficer, målare och illustratör.
Han var son till David Cronholm och Signe Elisabeth von Tell samt från 1936 gift med Rut Majken Ljungdahl.
Cronholm fick sin grundläggande handledning som konstnär av sin far men var i övrigt autodidakt. Som konstnär ägnade han sig åt landskapsmåleri med motiv hämtade från Bohuslän. Han var medlem i konstnärsgruppen Perspektiv.
Bland hans arbeten märks illustrationerna för Soldatinstruktion för armén och Medborgarboken om folkförsvaret samt andra militära instruktioner.